# Henryk Czarnocki (polityk)
Henryk Franciszek Czarnocki (ur. 27 czerwca 1952 w Starej Wsi) – polski rolnik i polityk, senator II kadencji (1991–1993).

## Życiorys
Ukończył Technikum Elektroniczne w Siedlcach, po czym podjął pracę jako rolnik indywidualny. Działał w NSZZ „S” RI, był przewodniczącym jej Wojewódzkiej Komisji Rewizyjnej w Siedlcach. Pełnił również funkcję wiceprzewodniczącego Stowarzyszenia Chłopów Internowanych i Represjonowanych.
W wyborach w 1991 uzyskał mandat senatora z ramienia Porozumienia Ludowego w województwie siedleckim. Pracował w Komisji Gospodarki Narodowej oraz Komisji Rolnictwa.
W 1993 nie ubiegał się o reelekcję. Bez powodzenia kandydował w 1997 do Sejmu z ramienia Bloku dla Polski, a w 2010 z listy lokalnego komitetu wyborczego do rady gminy Mordy.